# 1-й Індустріальний провулок (Житомир)
1-й Індустріальний провулок — провулок у Богунському районі міста Житомира.    

## Характеристики
Бере початок від Індустріальної вулиці, завершується на перехресті з вулицею Тараса Бульби-Боровця. Довжина — 450 м.    
Від провулка беруть початок 2-й та 3-й Індустріальний провулки. Перехрестям з 1-м Індустріальним провулком завершуються 2-й Старопоштовий провулок та Індустріальний проїзд.   

Забудова — садибна житлова, що сформувалася у 1950-х роках.   

## Історія
Провулок виник у 1950-х роках. Чинна назва з 1958 року.   
Переважна частина провулку розташована на теренах колишнього хутора Видумка при Крошні.   
Станом на 1915 рік по лінії майбутнього 1-го Індустріального провулка (по відрізку провулка від садиби № 8 до № 20) проходила межа між землями, підпорядкованими місту та селом Крошня. До 1971 року частина провулка перебувала в смт Соколова Гора та мала назву 4-й провулок Дружби. Тоді провулок складався з двох топонімічних об'єктів: міського Індустріального провулка та Соколовогірського 4-го провулка Дружби. Обидві частини отримали нинішню назву після приєднання смт Соколова Гора до межі міста у 1971 році.  